# Eiler Lehn Schiøler
Eiler Lehn Schiøler est un banquier et ornithologue danois, né le 30 octobre 1874 à Frederiksberg et mort le 13 août 1929 à Frederiksberg.

## Biographie
Il vient compléter ses études commerce et bancaire aux États-Unis d'Amérique. À son retour, à 32 ans, il entre dans la banque familiale. Il amasse une importante fortune mais la perd presque totalement durant la grande crise des années 1920.
Il est très tôt intéressé par l’histoire naturelle et en particulier par les oiseaux. Il constitue une riche collection de 22 000 peaux et de 11 000 squelettes
Schiøler est membre correspondant de l'American Ornithologists' Union et de la British Ornithologists' Union. Il fonde leur équivalent dans son pays, la Dansk Ornitologisk Forening (en français : Société ornithologique danoise). C’est un  militant actif pour la protection des oiseaux et prend une grande part à la rédaction de la loi danoise sur le gibier de 1922.
Il consacre ses dernières années à la rédaction de sa faune aviaire du Danemark, du Groenland, d’Islande et des îles Féroé. Les deux premiers volumes de Danmark’s Fugle en 1925 et 1927. Le troisième était sous presse au moment de sa mort et les cinq autres après sa mort. Il est l’auteur de la classification de plusieurs sous-espèces d’oiseaux.

## Source
- Theodore Sherman Palmer (1930). Obituaries [Eiler Lehn Schiøler], The Auk, 47 (3) : 305-306.  (ISSN 0004-8038)